# 宋英玉
宋英玉（1726年—1789年），字應璜，號杏川，江南蘇州府長洲縣人，清朝政治人物，吏部尚書文華殿大學士宋德宜曾孫。

## 生平
宋英玉來自蘇州長洲宋氏家族，曾祖宋德宜；祖父內閣學士兼禮部侍郎宋大業；父雲南迤東道宋壽圖。母為漢軍刑部侍郎兼直隸河道總督王朝恩女。
宋英玉幼時跟隨從叔父宋宗元啟蒙學習，乾隆十三年（1748年）補縣庠增廣生，十六年（1751年）丁父憂。二十二年（1757年）揀選發往直隸，受直隸總督方觀承賞識指點，同年冬委署撫寧縣篆，二十三年（1758年）授新樂縣知縣。二十四年（1759年）為定邊將軍兆惠平定大小和卓之亂置辦輸送糧草馳援有功，優敘加一級。二十五年（1760年）冬調任吳橋縣知縣。二十七年（1762年）乾隆帝南巡，宋英玉負責布置紅杏園行宮，後兼攝東光縣篆，治理境內運河泛濫。二十八年（1763年）遷保定府管河鹽捕同知，輔佐王祖庚（王頊齡孫）、李湖、周元理等。二十九年（1764年）春因潘桃口木稅未分清晰而受降職處理，後仍以原官用，補廣平府同知兼保定府同知。三十一年（1766年）任順天府南路同知，兼管額設防兵，三十三年（1768年）攝深州篆，三十五年（1770年）任正定府知府，後由直隸總督楊廷璋奏請調保定府知府，三十九年（1774年）兼署清河道，四十年（1775年）改通永道。四十三年（1778年）因牽涉貝子弘旿侵占旗田案受革職回籍處理，五十四年（1789年）卒於家。以次子宋鎔贈通奉大夫，晉榮祿大夫。保定古蓮花池存有宋英玉簽發《蓮池行宮保護管理文告》及所著《詠保定府署游息地四章並序》碑刻。

## 家庭
夫人為王鴻緒孫女、長蘆鹽運使王圖炯次女（1724-1814）。有三子：長子宋鏡娶張鳳孫女；次子宋鎔；三子宋銛娶蔣耀宗女。還有三女：長嫁王繼聲（母王太夫人侄）；次嫁蔣耀宗侄蔣廷瓚；三嫁蘇州洞庭席賡。